# Torneig Norte-Nordeste
El Torneig Norte-Nordeste va ser una competició futbolística brasilera disputada per clubs del nord i nord-est del país. La competició es disputà diversos anys de forma no continuada.

## Campions
Font:
- 1946:  Fortaleza Esporte Clube
- 1948:  Esporte Clube Bahia
- 1952:  Clube Náutico Capibaribe
- 1967:  Santa Cruz Futebol Clube
- 1968:  Sport Club do Recife
- 1969:  Ceará Sporting Club
- 1970:  Fortaleza Esporte Clube
- 1971:  Clube do Remo
- 1973:  América de Natal
- 1975:  CRB
- 1976:  Esporte Clube Vitória